# Naistekivi maa
Naistekivi maa est une île d'Estonie.